# Michał I (patriarcha Aleksandrii)
Michał I – chalcedoński patriarcha Aleksandrii w latach 860–870. Za jego panowania relikwie św. Marka zostały wykradzione przez kupców weneckich.